# Днепровский коксохимический завод
Частное акционерное общество «Днепровский коксохимический завод» (ЧАО «ДКХЗ») (укр. Приватне акціонерне товариство «Дніпровський коксохімічний завод» (ПрАТ «ДКХЗ»)) — завод в городе Каменском, Украина. Специализируется на производстве кокса, смолы сульфата аммония и продуктов переработки.

## История
История Днепровского КХЗ — одного из первых предприятий украинской коксохимии — началась в 1931 году, с момента выдачи первого кокса. Уже к 1940 году завод достиг проектной мощности и стал одним из лучших среди коксохимических предприятий СССР. Предприятие производило качественный и самый дешёвый кокс в УССР, что неоднократно было отмечено наградами правительства. В 1950 году ДКХЗ производил десятую часть кокса, производимого в УССР. В 1996 году Днепродзержинский коксохимический завод имени С. Орджоникидзе был преобразован в ОАО «Днепродзержинский КХЗ». ЕВРАЗ приобрел 93,83 % акций ОАО «Днепродзержинский КХЗ» в конце 2007 года. По состоянию на 30 апреля 2011 года, доля ЕВРАЗа в ДКХЗ составила 93,86 %.

### Строительство
Строительство ДКХЗ началось в августе 1927 года. Не было торжественного митинга, никто не произносил речей, когда безымянный рабочий выкопал первую лопату грунта на месте будущего коксохимического завода на берегу Днепра в Каменском. Изначально коксохим планировался как отдельный цех Днепровского металлургического завода. Лишь потом он выделился в самостоятельное предприятие — Днепродзержинский коксохимический завод № 24. На строительстве завода впервые в стране был применен способ глубинного водоотлива для понижения уровня грунтовых вод на месте сооружения котлованов. Осушенное таким образом дно котлована покрыли дорогостоящей трёхслойной изоляцией из свинцовых листов, сваренных автогеном. И только потом на эту свинцовую подстилку был уложен гранитобетон. Инженерные решения объектов по строительству коксохимического завода были очень сложными для того времени, поэтому многие мощности завода возводились под руководством инженеров из Бельгии, Франции, Германии. На опыте строительства первых коксохимических предприятий учились отечественные строители и проектировщики. В дальнейшем коксохимические заводы на территории бывшего СССР возводились уже по отечественным проектам. Над Днепром выросли внушительных размеров сооружения — угольная башня, углемойка, коксовые батареи.
27 ноября 1930 года состоялся митинг, участники которого с подъёмом встретили предложение передовика Г. Карпова присвоить коксохимическому заводу имя Серго Орджоникидзе. 8 февраля 1931 года был выдан первый кокс. Дата эта вошла в историю советской коксохимии как день рождения и первый рабочий день Днепродзержинского коксохимического завода. Углеобогатительная фабрика, две коксовые батареи № 1 и № 2 системы «Дистикок» по 40 камер в каждой, проектной мощностью 415 тыс. тонн металлургического кокса в год, цеха улавливания и переработки смолы были введены в эксплуатацию 18 марта 1931 года в числе объектов, входящих в первую очередь завода. Вторая очередь завода — три коксовые батареи по 45 камер в каждой, цеха улавливания и ректификации — вводились в эксплуатацию в течение 1932—1933 годов. Причём, начиная со второй батареи, строительство и пуск основных агрегатов осуществлялись под руководством отечественных инженерно-технических работников, без участия иностранных специалистов. Уже к 1940 году завод достиг проектной мощности и стал одним из лучших среди коксохимических предприятий СССР. Предприятие производило качественный и самый дешевый кокс в Украинской ССР, что было отмечено наградами правительства.

### Великая Отечественная война
Фронт все ближе подходил к Днепродзержинску. Однако коксохимический завод имени Орджоникидзе продолжал работать до прекращения поступления угля с Донбасса. В кратчайший срок важнейшие узлы, главным образом электродвигатели, коксовые машины, другие аппараты и агрегаты, были демонтированы и вывезены на площадку строящегося Орско-Халиловского металлургического комбината. Немцы полностью разрушили углеобогатительный цех, взорвали все пять коксовых батарей. Значительные повреждения были нанесены парокотельному, химическому и вспомогательным цехам.
Многие коксохимики не вернулись с войны. В память о них на заводе сооружен гранитный обелиск, на котором высечены фамилии погибших во времена Второй мировой войны 1939—1945 годов. 

### Послевоенные годы
После освобождения Днепродзержинска в 1943 году начаты восстановительные работы, базирующиеся на внедрении новой техники и более совершенных технологических схем.
С апреля 1946 года, то есть с момента выдачи первого послевоенного кокса, начался качественно новый этап в истории завода. Отстроенный заново, он теперь мало чем напоминал прежний, разве лишь своими внешними контурами. На нём начали осваиваться первые отечественные коксовые батареи типа ПВР-46, внедряться пневматическое обрушение шихты в угольных башнях, принципиально новые технологические схемы и т. д.
Восстановление всех цехов завода было завершено к 1950 году. Предприятие быстро наращивало технологическую мощность. Десятую часть кокса, который производился в УССР, производили днепродзержинские коксохимики. Благодаря достигнутым высоким производственным показателям, образцовой трудовой дисциплине, высокому техническому и культурному уровню трудового коллектива в 1960 году Днепродзержинский коксохимический завод имени С. Орджоникидзе один из первых в Украинской ССР завоевал почетное право называться коллективом Коммунистического труда. За успехи по увеличению выпуска коксохимической продукции, в совершенствовании технологии и организации производства в 1976 году завод награждён орденом «Знак Почета».

## Персонал и зарплата
Численность персонала по состоянию на 2018 год — 1176 человек.
Средняя заработная плата (до взимания налогов на уровне работника, 2018 год) — 234 800 тыс. гривен в год.

## Объёмы производства

### Производство кокса
- 2012 год — 487 тыс. тонн[2];
- 2013 год — 461 тыс. тонн[2];
- 2014 год — 559 тыс. тонн[2];
- 2015 год — 628 тыс. тонн[2];
- 2016 год — 607 тыс. тонн[2];
- 2017 год — 634 тыс. тонн[2];
- 2018 год — 584 тыс. тонн[2];
- 2019 год — 564 тыс. тонн[2];
- 2020 год — 589 тыс. тонн[2].